# Kelawis
Kelawis is een bestuurslaag in het regentschap Sumbawa van de provincie West-Nusa Tenggara, Indonesië. Kelawis telt 660 inwoners (volkstelling 2010).